# Dragoslav Šekularac
Dragoslav Šekularac (serbisch-kyrillisch Драгослав Шекуларац; * 8. November 1937 in Štip, Königreich Jugoslawien, heute Nordmazedonien; † 5. Januar 2019 in Belgrad) war ein jugoslawischer Fußballspieler und -trainer. Der Offensivspieler war langjähriger Star von Roter Stern Belgrad und nahm mit der jugoslawischen Nationalmannschaft an zwei Weltmeisterschaften teil; bei der EM 1960 wie beim Olympischen Fußballbewerb 1956 errang er mit der Auswahl die Silbermedaille. Nach seiner Zeit bei Roter Stern und später als Trainer arbeitete er bei verschiedenen über die gesamte Welt verteilten Clubs.
Šekularac, der der Minderheit der Roma angehörte, debütierte 17-jährig im März 1955 in der jugoslawischen Liga, nur achtzehn Monate später war er bereits Nationalspieler, sowie Stammspieler von Roter Stern und die Silbermedaille bei den Olympischen Spielen in Melbourne gewonnen. Er blieb für ein Jahrzehnt eine Stammkraft von Belgrad; mit der Nationalmannschaft erreichte er bei der WM 1962 das Halb- und 1958 das Viertelfinale.
Nach seiner Zeit bei Roter Stern nahm ihn der Club in seine bisher fünf Spieler umfassende Liste der Sterne des (roten) Sterns auf, in der die Spieler Belgrads aufgeführt sind, die einen besonderen Einfluss auf eine Periode des Clubs hatten. Er gilt als der erste große Medienstar des jugoslawischen Fußballs; wegen seiner Popularität wurde 1962 der Fußballfilm Seki snima, pazi se mit Šekularac in der Hauptrolle gedreht, in dem er – wie Beckenbauer bei Libero ein Jahrzehnt später – sich im Wesentlichen selbst spielte.
Nach seinem Weggang von Roter Stern spielte er in Deutschland, den USA, Mexiko, Jugoslawien, Kolumbien und Frankreich, blieb aber nie lange bei einem Verein.
Auch während seiner Trainerkarriere arbeitete er in aller Welt und verschiedensten Spielklassen; neben den Cheftrainerämtern von Roter Stern Belgrad (1989–90, jugoslawisches Double), der guatemaltekischen Nationalmannschaft (1984/85) und Club América (1990/91, Gewinn des CONCACAF Champions’ Cup), coachte er auch unterklassige Teams in Australien, Kanada und Südkorea.